# Róth Manó
Róth Manó (Pest, 1868. március 2. – Budapest, Kőbánya, 1935. november 16.) iparművész, üvegfestő.

## Élete
Róth Zsigmond üvegesmester és Duller Mária fia, Róth Miksa három évvel fiatalabb öccse, aki szintén üvegfestő volt. 1898. december 4-én Budapesten, az Erzsébetvárosban házasságot kötött Kohn Fánival. A lakónyilvántartások szerint a századfordulón fivére Kender utcai műhelyéhez közel, a Víg utca 6. sz. alatt lakott, az 1930-as években pedig Kőbányán. 1935. november 16-án hunyt el Budapesten tüdőgümőkórban. A Kozma utcai izraelita temetőben van eltemetve, feleségével közös sírban.
Bár arról nem lehet biztosat tudni, hogy mikor dolgozott együtt bátyjával és mikor saját nevén, de a fellelhető dokumentumok alapján nevéhez fűződnek a szegedi Új zsinagóga ablakai (1902), a kecskeméti református gimnázium dísztermének ablakai (1911), az Ernst Múzeum Rippl-Rónai József által megálmodott lépcsőházi ablakai (1912) és a Gellért gyógyfürdő halljának üvegfestménye (1918).